# علائم شناسایی: ندارد
علائم شناسایی: ندارد (انگلیسی: Identification Marks: None) با نام اصلی توصیف (لهستانی: Rysopis) یک فیلم درام لهستانی به کارگردانی یژی اسکولیموفسکی است که در سال ۱۹۶۴ منتشر شد. از بازیگران آن می‌توان به الژبیتا چیژفسکا اشاره کرد.
این فیلم نخستین فیلمی است که شخصیت خیالی خود دیگر اسکولیموفسکی، «آندری لشچیتس» را به تصویر می‌کشد. در ۲۹ نما، آندری را در حال بیدار شدن و ترک دوست دختر خوابیده‌اش نشان می‌دهد، در حالی که او برای خدمت وظیفه عمومی آماده می‌شود و تصمیم گرفته است زندگی دانشجویی خود را در رشته ماهی‌شناسی رها کند. فیلم ساعات باقی‌مانده از زندگی غیرنظامی او را دنبال می‌کند.